# گلن ال. مارتین
گلن ال. مارتین، (به انگلیسی: Glenn L. Martin) (زاده ۱۷ ژانویه ۱۸۸۶ - درگذشته ۵ دسامبر ۱۹۵۵) کارآفرین، هوانورد و خلبان آمریکایی بود، که در سال ۱۹۱۲ شرکت گلن ال. مارتین کمپانی را تأسیس نمود.
گلن ال. مارتین کمپانی بعدها در سال ۱۹۶۱ با آمریکن-مریتا کورپوریشن ادغام گردید، که در پی آن شرکت مارتین مریتا تشکیل گردید. مارتین مریتا نیز سرانجام در سال ۱۹۹۵ با لاکهید کورپوریشن ادغام شده و کمپانی لاکهید مارتین به وجود آمد.

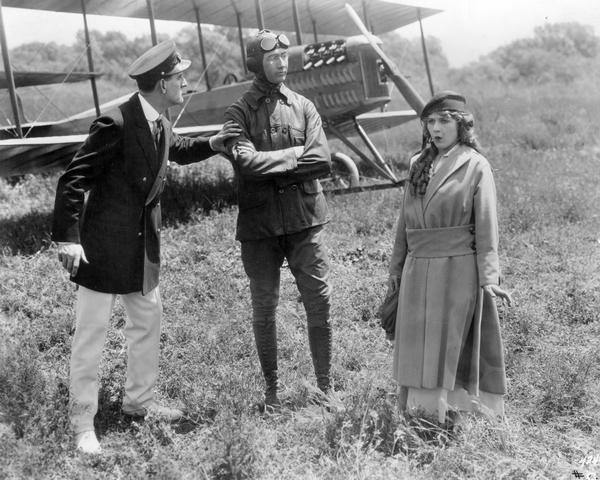
عکس به سال ۱۹۱۵ - گلن مارتین در وسط تصویر و یک هواپیمای دوبال پشت سرش.